# Kwang Lee
Kwang Lee (* 1970 in Seoul) ist eine Künstlerin, Absolventin der Kunstakademie Düsseldorf und Meisterschülerin von Markus Lüpertz. Sie stellte unter anderem in Paris, Südkorea und ihrer Wahlheimat Berlin aus.

## Leben
Kwang Lee absolvierte von 1991 bis 1996 das Studium der Malerei an der Fine-Art-Fakultät der Hongik University. Von 1996 bis 1998 leitete sie die private Kunst-Schule „Hong-IK Art School“ in Seoul. 1999 folgte dann der Umzug nach Düsseldorf und schließlich 2000 die Aufnahme an der Kunstakademie Düsseldorf, wo sie von 2003 bis 2006 Assistentin bei Markus Lüpertz und anschließend auch seine Meisterschülerin war. 2007 zog sie nach Berlin.

## Ausstellungen (Auswahl)
Kwang Lee hat an verschiedenen Gruppen- und Einzelausstellungen teilgenommen.

### Gruppenausstellungen
- 2006 „Clara’s Choice“, Neuhauser Kunstmühle, Salzburg
- 2009 „Meister von Morgen“, Galerie Gecko, Solingen

### Einzelausstellungen
- 2008 „Kwang Lee, Malerei“ Cité de Internationale de Arts, Paris
- 2010 „Geburt der Illusion“, Janzen Galerie, Wuppertal
- 2012 „Wasser“[2][3], Galerie Son[4], Berlin

## Auszeichnungen
- 2008: Arbeitsstipendium der Gana Galerie, Seoul, Cité de Internationale de Arts, Paris